# Xolmis pyrope
Xolmis pyrope е вид птица от семейство Tyrannidae.

## Разпространение
Видът е разпространен в Аржентина, Фолкландски острови, Чили и Южна Джорджия и Южни Сандвичеви острови.